# Harry Taylor (piłkarz)
Henry George „Harry” Taylor (ur. 7 sierpnia 1889, zm. 1960) – angielski piłkarz, który podczas swojej kariery występował na pozycji pomocnika.
Do Manchesteru City przeszedł z Huddersfield Town w czerwcu 1912. W zadebiutował 14 września 1912 w wygranym 1:0 meczu z Aston Villą. W City wystąpił łącznie w 101 meczach, zdobywając 28 bramek. Zawodnikiem Manchesteru City pozostał do 1921 roku.